# Oswald Nischelwitzer
Oswald Nischelwitzer (30. listopadu 1811 Mauthen – 15. května 1894 Mauthen) byl rakouský politik německé národnosti, v 2. polovině 19. století poslanec Říšské rady.

## Biografie
Vystudoval gymnázium, pak se musel ujmout správy rodinného statku. Od roku 1850 působil jako správce velkostatku hrabat z Ortenburgu v Korutanech. Byl mu roku 1855 udělen zlatý záslužný kříž, roku 1872 Řád Františka Josefa a krátce před smrtí roku 1894 i Řád železné koruny. Byl též starostou Mauthenu.
Po obnovení ústavní vlády se zapojil i do politiky. V roce 1861 se stal poslancem Korutanského zemského sněmu za kurii venkovských obcí, obvod Hermagor. Zemský sněm ho roku 1861 delegoval i do Říšské rady (tehdy ještě volené nepřímo) za Korutany (kurie venkovských obcí, obvod Hermagor, Arnoldstein. Koltschach, Tarvis). K roku 1861 se uvádí jako správce, bytem v Mauthenu. Do vídeňského parlamentu se pak po delší přestávce vrátil v prvních přímých volbách do Říšské rady roku 1873, nyní za kurii venkovských obcí v Korutanech, obvod Spital, Gmünd, Hermagor atd. Za týž obvod uspěl i ve volbách do Říšské rady roku 1879, volbách do Říšské rady roku 1885 a volbách do Říšské rady roku 1891. V parlamentu setrval až do své smrti roku 1894.
Profiloval se jako německý liberál (takzvaná Ústavní strana, liberálně a centralisticky orientovaná, odmítající federalistické aspirace neněmeckých etnik). Na Říšské radě se v říjnu 1879 uvádí jako člen staroněmeckého Klubu liberálů (Club der Liberalen). Od roku 1881 byl členem klubu Sjednocené levice, do kterého se spojilo několik ústavověrných (liberálně a centralisticky orientovaných politických proudů). Za tento klub uspěl i ve volbách roku 1885. Po rozpadu Sjednocené levice přešel do frakce Německorakouský klub. V roce 1890 se uvádí jako poslanec obnoveného klubu německých liberálů, nyní oficiálně nazývaného Sjednocená německá levice. I ve volbách roku 1891 byl na Říšskou radu zvolen za klub Sjednocené německé levice.
Zemřel v květnu 1894.